# Baltasar Torrero Béjar
Baltasar Torrero Béjar (Villafranca de Córdoba, provincia de Córdoba, España,  1864 - Villafranca de Córdoba, provincia de Córdoba, España, 2 de agosto de 1936) fue un beato y mártir cordobés, padre del también beato Antonio Torrero Luque.

## Biografía
Era hijo de Antonio Torrero Belmar y de Antonia Béjar Mures. Sus abuelos paternos fueron Andrés José Torrero Castro y Ana María Belmar Mora. Abuelos maternos, Baltasar Béjar Molina y María Mures Mora. Heredó de su numerosa y arraigada familia profundas creencias cristianas así como el interés por colaborar con los asuntos de la iglesia en su pueblo natal. Fue Sacristán de la Iglesia de Santa Marina, siguiendo la estela de su primo segundo Antonio Torrero Torres, referente durante toda su vida, y del que aprendió asimismo el oficio de zapatero. Solo tuvo una hermana, Ana María, que alcanzó edad adulta, aunque es de suponer que, dada la alta mortalidad infantil de le época, numerosos hermanos y hermanas fallecieron en la niñez. Los descendientes de Ana María son los parientes más cercanos de don Balatasar aún viven en Villafranca.
El 26 de enero de 1888 contrajo matrimonio con Ana Jesús Luque Alcaide, hija de Lucas Luque Fernández y María Dolores Alcaide Zamorano. Testigos fueron Diego Pérez Béjar y Antonio Torrero Torres, ambos primos y sacristanes. Terminada la ceremonia se mudaron a la casa situada en la calle baja 66, donde vivirían prácticamente toda su vida y donde nacerían sus diez hijos. Su vida familiar estuvo marcada por las alegrías derivadas de la vocación eclesiástica de su primer vástago, Antonio, que desde muy temprana edad mostró inclinación por la vida religiosa, profesando como salesiano el 8 de diciembre de 1907 y siendo ordenado sacerdote el 20 de septiembre de 1913. Sólo cabe imaginar el orgullo que sintieron Baltasar y Ana Jesús cuando el día 22 de ese mismo mes, volvió a su pueblo natal, para celebrar, el día 24, su primera misa en la iglesia parroquial de Santa Marina, a la que asistieron las fuerzas vivas del pueblo así como numerosísimos feligreses.